# Темпейска долина
Темпейската долина (също Долината на Темпи, на гръцки: Τέμπη), името на която се е запазило от древността, възхвалявана от гръцките поети като любимо място на Аполон и на музите, е клисура в Северна Тесалия, Гърция.
Намира се между планините Олимп на север и Оса на юг. Клисурата е дълга 10 километра и на места е широка само 25 метра. Оградена е с надвиснали скални откоси с височина до 500 метра, а през нея тече река Пенеос (Пеней) по пътя си към Егейско море.

## История
Река Пеней, пресичаща дефилето на Темпи, също така е забележителна в гръцката митология като баща на много горски нимфи. На десния бряг на Пеней се е намирал храм на Аполон, от чиито лаври са сплитали венците за победителите в Питийските игри. Долината на Темпи е била дом и на Аристей, син на Аполон и Кирена и тук Аполон е преследвал Евридика – жената на Орфей, която в бягството си е ухапана от змия и умира. През 13 век в долината е издигната църквата „Света Параскева“.
Долината е стратегически проход към вътрешността на Гърция и е основния маршрут от Лариса към крайбрежието. Поради тази причина е била сцена на многобройни битки в историята на Гърция. Проходът Сарандопоро предлага алтернативен маршрут, макар да отнема повече време. През 480 пр.н.е 10 000 атиняни и спартанци решават да спрат нашествието на персите в долината, но са предупредени за алтернативния маршрут, който избира Ксеркс I. През третата македонска война от 164 пр.н.е. римляните пробиват защитните редици на Персей Македонски и по-късно го побеждават в битката при Пидна. По времето на революцията на Андриско през 148 пр.н.е. долината е арена на още един конфликт. Още няколко конфликти маркиращи края на римското владичество в Гърция и през времето на Византийската империя и по-късно под властта на Османската империя.
Преди построяването на шесткилометровия тунел „Маринос Антипос – Ригас Фереос“ на магистралния път А1 трафикът между Тесалия и Македония на север минава по път Е92 през Темпи. Пътят следва хода на Пиньос през клисурата с множество завои, ограничения на изпреварването и скоростта – предпоставка за множеството автомобилни катастрофи. През 2003та рейс с цял клас единадесетокласници от село Макрохори, катастрофира и всичките 21 ученици загиват, при сблъскването с камион каращ дървени трупи.
Темпейската долина е обявена за място с особена природна красота (F.E.K. 648B/1968) и е обявена за естетическа гора (F.E.K. 31A/1974) и е включена в мрежата от защитени територии Натура 2000 (1420005), като същевременно е определена като орнитологично важно място (058).

## Места, наречени на Темпи
На името на Темпейската долина са наречени градовете Темпи (Аризона), САЩ и Темпи в Нов Южен Уелс, Австралия.

## В литературата
Джон Кийтс пише за Темпейската долина в стихотворението си Ода върху гръцка урна.

## Галерия
- Клисурата погледната от реката.
- Въженият мост към манастира.
- Манастирът „Света Параскева“